# Janowice (Sandomierz)
Pour les articles homonymes, voir Janowice.
Janowice est une localité polonaise de la gmina de Samborzec, située dans le powiat de Sandomierz en voïvodie de Sainte-Croix.